# Etelmar de Elmham
Etelmar (em inglês antigo: Æthelmaer ou Æthelmær) foi um prelado católico medieval e bispo de Elmham.

## Vida
Etelmar era o irmão de Estigando, Arcebispo da Cantuária. Foi consagrado em 1047 e despojado de seu ofício por volta de 11 de abril de 1070 por Ermenfrid, bispo de Sion, que foi o legado papal para a Inglaterra.